# Liste der Kulturgüter in Muri bei Bern
Die Liste der Kulturgüter in Muri bei Bern enthält alle Objekte in der Gemeinde Muri bei Bern im Kanton Bern, die gemäss der Haager Konvention zum Schutz von Kulturgut bei bewaffneten Konflikten, dem Bundesgesetz vom 20. Juni 2014 über den Schutz der Kulturgüter bei bewaffneten Konflikten sowie der Verordnung vom 29. Oktober 2014 über den Schutz der Kulturgüter bei bewaffneten Konflikten unter Schutz stehen.
Objekte der Kategorien A und B sind vollständig in der Liste enthalten, Objekte der Kategorie C fehlen zurzeit (Stand: 24. März 2024). Unter übrige Baudenkmäler sind geschützte Objekte zu finden, die im Bauinventar des Kantons Bern als «schützenswert» verzeichnet sind.

## Kulturgüter
| Foto |                                                                 | Objekt                                                          | Kat. | Typ | Standort                                          | Beschreibung |
| ---- | --------------------------------------------------------------- | --------------------------------------------------------------- | ---- | --- | ------------------------------------------------- | --- |
| ja   | Datei hochladen · Wikidata zu Hofgut mit Nebenbauten (Q1565166) | Hofgut mit Nebenbauten KGS-Nr.: 01097                           | A    | G   | Gümligen, Vordere Dorfgasse 12–20 605596 / 198075 | Das in den Jahren 1741 bis 1745 im Auftrag von Beat Fischer erbaute Landhaus ist ein spätbarocker Massivbau mit hohem, geknicktem Walmdach, dessen Eingangshof von zwei eingeschossigen Pavillons mit Mansarddächern flankiert wird. Einmalig ist die perspektivisch-scheinplastische Fassadenmalerei zum Hof hin. Zum Anwesen gehören auch die Mitte des 18. Jahrhunderts erbaute Orangerie, ein Speicher aus dem Jahr 1635 und ein ursprünglich als Ofenhaus genutztes Stöckli von 1741.                  |
| ja   | Datei hochladen · Wikidata zu Schloss Gümligen (Q2241361)       | Schloss Gümligen KGS-Nr.: 01098                                 | A    | G   | Gümligen, Dorfstrasse 107 605830 / 198181         | In den Jahren 1736 bis 1739 für den Postherrn Beat Fischer erbautes Schloss im spätbarocken Stil. Unter Verwendung von Teilen eines Vorgängerbaus entstandener würfelförmiger Massivbau unter steilem Vollwalmdach mit sehr knappem Dachvorsprung. Die Fassaden besitzen elegante Gliederungen aus Sandstein, südseitig mit einem Mittelrisalit, der durch konkave Lisenen gerahmt und mit einem Dreiecksgiebel bekrönt wird. Umgeben ist das Bauwerk von Gartenanlagen auf künstlich angelegten Terrassen. |
| ja   | Datei hochladen · Wikidata zu Villa Mettlen (Q2525460)          | Villa Mettlen KGS-Nr.: 01101                                    | B    | G   | Pourtalèsstrasse 35 603320 / 197490               | Um 1780 erbauter klassizistischer Putzbau mit eleganten Sandsteingliederungen und hohem Walmdach. Die Nord- und Südfassade werden durch ein Mittelrisalit geprägt. Zum Garten hin ist das Erdgeschoss als Peristyl auf toskanischen Säulen ausgebildet, an der Westseite führt eine eiserne Wendeltreppe zum Balkon. Ein englischer Landschaftsgarten umgibt das herrschaftliche Gebäude. |
| ja   | Datei hochladen · Wikidata zu Auguetbrücke (Q685714)            | Gedeckte Auguetbrücke (ehemalige Hunzigenbrücke) KGS-Nr.: 05299 | B    | G   | Auguetbrücke N.N. 604706 / 196436                 | Einzige erhalten gebliebene Holzbrücke über die Aare zwischen Thun und Bern, erbaut 1835/36. Sie stand ursprünglich in der Hunzigenau und wurde 1973/74 an den heutigen Standort versetzt. Gedeckte Balkenbrücke mit vier Spannungen auf drei Pfahljochen, die Brückenköpfe sind aus massiven Hausteinen gefertigt. Objekt liegt hälftig auf dem Gemeindegebiet von Muri bei Bern (KGS-Nr. 05299) und Belp (KGS-Nr. 00603).                                                                                 |

## Übrige Baudenkmäler
Hinweis: Anstelle der KGS-Nummer wird als Objekt-Identifikator (ID) die Grundstücksnummer verwendet.
| ID                                                                                             | Foto |                                                       | Objekt                                                      | Typ | Standort                                                                                                 | Beschreibung |
| ---------------------------------------------------------------------------------------------- | ---- | ----------------------------------------------------- | ----------------------------------------------------------- | --- | --- | ------------ |
| 1                                                                                              | BW   | Datei hochladen                                       | Villa Buchegg (1860)                                        | G   | Thunstrasse 51 603408 / 198062                                                                           |              |
| 4                                                                                              | BW   | Datei hochladen                                       | Wohnhaus (Mitte 19. Jh.)                                    | G   | Dunantstrasse 50 602918 / 198085                                                                         |              |
| 4                                                                                              | BW   | Datei hochladen                                       | Rotes Schlössli (Mitte 19. Jh.)                             | G   | Dunantstrasse 52 602945 / 198084                                                                         |              |
| 4                                                                                              | BW   | Datei hochladen                                       | Wohnhaus (2. Hälfte 19. Jh.)                                | G   | Dunantstrasse 54 602943 / 198110                                                                         |              |
| 27                                                                                             | BW   | Datei hochladen                                       | Wohnstock (Mitte 19. Jh.)                                   | G   | Tavelweg 8 603552 / 197763                                                                               |              |
| 29                                                                                             | ja   | Datei hochladen                                       | Ehemaliges Lehrerstöckli (1843)                             | G   | Thunstrasse 88 603705 / 197684                                                                           |              |
| 31                                                                                             | ja   | Datei hochladen                                       | Pfarrhaus (1852)                                            | G   | Thunstrasse 96 603757 / 197603                                                                           |              |
| 34                                                                                             | ja   | Datei hochladen                                       | Ehemalige Dienstwohnung mit Rossstall (um 1880)             | G   | Thunstrasse 104 603814 / 197522                                                                          |              |
| 34                                                                                             | ja   | Datei hochladen                                       | Landhaus Friedheim (um 1750)                                | G   | Thunstrasse 106 603838 / 197501                                                                          |              |
| 36                                                                                             | ja   | Datei hochladen · Wikidata zu Schloss Muri (Q2242487) | Schloss Muri (1758)                                         | G   | Thunstrasse 95 603766 / 197752                                                                           |              |
| 45                                                                                             | BW   | Datei hochladen                                       | Bridelhaus (1848)                                           | G   | Kräyigenweg 42 604164 / 197226                                                                           |              |
| 112                                                                                            | BW   | Datei hochladen                                       | Primarschulanlage Aebnit (1957–1961)                        | G   | Aebnitstrasse 15, 17, 19, 21 604455 / 197439                                                             |              |
| 138                                                                                            | ja   | Datei hochladen                                       | Bierihaus (1682)                                            | G   | Thunstrasse 86 603675 / 197708                                                                           |              |
| 143                                                                                            | BW   | Datei hochladen                                       | Ehemaliges Haupthaus der Campagne Seidenberg (Ende 18. Jh.) | G   | Seidenberggässchen 61 604077 / 197784                                                                    |              |
| 147                                                                                            | BW   | Datei hochladen                                       | Villa La Clairière (1898)                                   | G   | Worbstrasse 6 603012 / 198393                                                                            |              |
| 151                                                                                            | BW   | Datei hochladen                                       | Stöckli (um 1800)                                           | G   | Villettengässli 2 603284 / 198092                                                                        |              |
| 151                                                                                            | BW   | Datei hochladen                                       | Bauernhaus (2. Hälfte 19. Jh.)                              | G   | Villettengässli 4 603268 / 198113                                                                        |              |
| 153                                                                                            | BW   | Datei hochladen                                       | Ökonomiegebäude des Multenguts (1792–1798)                  | G   | Thunstrasse 50 603325 / 197965                                                                           |              |
| 168                                                                                            | ja   | Datei hochladen                                       | Reberstock (1890)                                           | G   | Kräyigenweg 15 603878 / 197452                                                                           |              |
| 178                                                                                            | BW   | Datei hochladen                                       | Grabsteine der Familie von Ernst (2. Hälfte 19. Jh.)        | K   | Thunstrasse N.N.1 603852 / 197713                                                                        |              |
| 178                                                                                            | ja   | Datei hochladen                                       | Pförtnerhaus (um 1851)                                      | G   | Thunstrasse 93 603689 / 197796                                                                           |              |
| 178                                                                                            | BW   | Datei hochladen                                       | Orangerie und Zythüsli (17.–19. Jh.)                        | G   | Thunstrasse 97 603777 / 197792                                                                           |              |
| 178                                                                                            | BW   | Datei hochladen                                       | Ehemaliges Waschhaus / Speicher (nach 1758)                 | G   | Thunstrasse 97a 603747 / 197797                                                                          |              |
| 178                                                                                            | ja   | Datei hochladen                                       | Ehemalige Schlossscheune (2. Hälfte 18. Jh.)                | G   | Thunstrasse 99 603766 / 197844                                                                           |              |
| 200                                                                                            | BW   | Datei hochladen                                       | Wohnhaus (1896)                                             | G   | Thunstrasse 77 603596 / 197912                                                                           |              |
| 203; 1047                                                                                      | BW   | Datei hochladen                                       | Doppelwohnhaus (1927/28)                                    | G   | Gartenstrasse 2, 4 603585 / 197561                                                                       |              |
| 225                                                                                            | ja   | Datei hochladen                                       | Schulhausbrunnen (1877)                                     | K   | Rainweg N.N. 603697 / 197662                                                                             |              |
| 312                                                                                            | BW   | Datei hochladen                                       | Speicher (1716)                                             | G   | Gümligen, Feldstrasse 39a 605370 / 197333                                                                |              |
| 345; 486                                                                                       | ja   | Datei hochladen                                       | Ehemaliges Schulhaus (1821/22)                              | G   | Gümligen, Dorfstrasse 80, 82 605637 / 198168                                                             |              |
| 346                                                                                            | ja   | Datei hochladen                                       | Ehemaliger Gasthof zum Mohren (1741)                        | G   | Gümligen, Dorfstrasse 84 605675 / 198161                                                                 |              |
| 411                                                                                            | ja   | Datei hochladen                                       | Bauernhaus (1828)                                           | G   | Gümligen, Dorfstrasse 87 605636 / 198218                                                                 |              |
| 425                                                                                            | BW   | Datei hochladen                                       | Ehemaliges Bauernhaus des Schlossgutes (1. Hälfte 18. Jh.)  | G   | Gümligen, Schlossgutweg 25 606218 / 198275                                                               |              |
| 463                                                                                            | BW   | Datei hochladen                                       | Speicher (1687)                                             | G   | Gümligen, Vorackerweg 6a 605706 / 198210                                                                 |              |
| 468                                                                                            | ja   | Datei hochladen                                       | Primarschulhaus (1904/05)                                   | G   | Gümligen, Dorfstrasse 39 605259 / 198326                                                                 |              |
| 553                                                                                            | BW   | Datei hochladen                                       | Bauernhaus (Mitte 18. Jh.)                                  | G   | Gümligen, Feldstrasse 37 605358 / 197371                                                                 |              |
| 605                                                                                            | ja   | Datei hochladen                                       | Villa (1914/15)                                             | G   | Gümligen, Dorfstrasse 44 605329 / 198266                                                                 |              |
| 681                                                                                            | BW   | Datei hochladen                                       | Ehemaliges Wohnstöckli des Mannenriedgutes (1767)           | G   | J.V. Widmannstrasse 21 602838 / 197142                                                                   |              |
| 1091                                                                                           | BW   | Datei hochladen                                       | Wohnhaus des Malers Hermann Kümmerly (1928/29)              | G   | Haldenweg 40 604615 / 196727                                                                             |              |
| 1124                                                                                           | BW   | Datei hochladen                                       | Grabkapelle für Rudolf Maria Holzapfel (1931/32)            | G   | Pourtalèsstrasse 111 602543 / 197329                                                                     |              |
| 1155                                                                                           | BW   | Datei hochladen                                       | Einfamilienhaus (1932)                                      | G   | Dr. Haasstrasse 9 604241 / 197264                                                                        |              |
| 1163                                                                                           | BW   | Datei hochladen                                       | Einfamilienhaus (1932–1934)                                 | G   | Haldenweg 36 604591 / 196761                                                                             |              |
| 1232                                                                                           | BW   | Datei hochladen                                       | Villa (1934)                                                | G   | Eichholzweg 40 604689 / 196810                                                                           |              |
| 1258                                                                                           | BW   | Datei hochladen                                       | Villa (1934/35)                                             | G   | Waldriedstrasse 23 604251 / 197551                                                                       |              |
| 1403                                                                                           | BW   | Datei hochladen                                       | Stöckli (um 1820)                                           | G   | Eggweg 2 603664 / 197874                                                                                 |              |
| 1530                                                                                           | ja   | Datei hochladen                                       | Wohnhaus (1942/43)                                          | G   | Gümligen, Tannenweg 15 604390 / 198509                                                                   |              |
| 1581                                                                                           | BW   | Datei hochladen                                       | Kinder- und Jugendheim (1792–1798)                          | G   | Thunstrasse 48 603328 / 198015                                                                           |              |
| 1725                                                                                           | BW   | Datei hochladen                                       | Wohnhaus mit Ökonomieteil (um 1850)                         | G   | Dr. Haasstrasse 10 604217 / 197272                                                                       |              |
| 1743                                                                                           | BW   | Datei hochladen                                       | Architekten-Villa (1953/54)                                 | G   | Kräyigenweg 21 603936 / 197350                                                                           |              |
| 1801                                                                                           | BW   | Datei hochladen                                       | Altes Haupthaus des Multenguts (um 1700)                    | G   | Thunstrasse 52 603371 / 197944                                                                           |              |
| 2132                                                                                           | BW   | Datei hochladen                                       | Wohnhaus mit Büro (1964)                                    | G   | Gümligen, Dennigkofenweg 37 604658 / 198774                                                              |              |
| 2188                                                                                           | BW   | Datei hochladen                                       | Ehemaliger Wohnstock mit Ökonomieteil (um 1850)             | G   | Hübeliweg 10 603988 / 197355                                                                             |              |
| 2188                                                                                           | BW   | Datei hochladen                                       | Stöckli (18. Jh.)                                           | G   | Hübeliweg 12 603968 / 197361                                                                             |              |
| 2194                                                                                           | BW   | Datei hochladen                                       | Bauernhaus (1685)                                           | G   | Kräyigenweg 70 604449 / 197110                                                                           |              |
| 2247                                                                                           | BW   | Datei hochladen                                       | Gloriette (um 1740)                                         | G   | Gümligen, Dorfstrasse N.N. 606080 / 198184                                                               |              |
| 2248                                                                                           | BW   | Datei hochladen                                       | Ehemaliges Poulailler zum Schloss (3. Viertel 18. Jh.)      | G   | Gümligen, Schlossgutweg 35 605876 / 198232                                                               |              |
| 2340                                                                                           | BW   | Datei hochladen                                       | Eiskeller Mettlengut (Mitte / 2. Hälfte 19. Jh.)            | G   | Pourtalèsstrasse 35c 603291 / 197387                                                                     |              |
| 2408                                                                                           | BW   | Datei hochladen                                       | Stock (Ende 18. Jh.)                                        | G   | Kräyigenweg 76 604491 / 197104                                                                           |              |
| 2543                                                                                           | BW   | Datei hochladen                                       | Bauernhaus (1777)                                           | G   | Egghölzliweg 18 603644 / 198020                                                                          |              |
| 2561                                                                                           | BW   | Datei hochladen                                       | Speicher (1725)                                             | G   | Kräyigenweg 60 604359 / 197159                                                                           |              |
| 2571                                                                                           | BW   | Datei hochladen                                       | Kindergarten Seidenberg (1973)                              | G   | Beethovenstrasse 17 604214 / 197876                                                                      |              |
| 2688                                                                                           | BW   | Datei hochladen                                       | Wohnhaus (1979)                                             | G   | J.V. Widmannstrasse 23 602831 / 197187                                                                   |              |
| 2746; 2747; 2748; 2749; 2750; 2751; 2753; 2754; 2456; 2457; 2458; 2460; 2461; 2463; 2464; 2465 | BW   | Datei hochladen                                       | Parksiedlung mit 16 Wohneinheiten (1978-80)                 | G   | Villettengässli 24, 24a, 24b, 26, 26a, 26b, 28, 28a, 30, 30a, 30b, 32, 32a, 32b, 34, 34a 604359 / 197159 |              |
| 3074                                                                                           | BW   | Datei hochladen                                       | Villa (1882/83)                                             | G   | Waldriedstrasse 12 604325 / 197480                                                                       |              |
| 3170                                                                                           | BW   | Datei hochladen                                       | Brunnen (18. Jh.)                                           | K   | Gümligen, Schlossgutweg N.N. 605790 / 198209                                                             |              |
| 3182; 3183; 3184; 3185; 3186; 3187                                                             | BW   | Datei hochladen                                       | Waldriedpark mit 6 Wohneinheiten (1989)                     | G   | Waldriedstrasse 16, 16a, 16b, 18, 18a, 18b 604278 / 197434                                               |              |
| 3228; 3398                                                                                     | BW   | Datei hochladen                                       | Unteres Neuhaus (um 1850)                                   | G   | Aarwilweg 5, 7 603780 / 197361                                                                           |              |
| 3357                                                                                           | BW   | Datei hochladen                                       | Ehemaliges Stöckli (3. Viertel 19. Jh.)                     | G   | Aarwilweg 11 603780 / 197361                                                                             |              |